# Arenys de Mar (Gerichtsbezirk)
Der Gerichtsbezirk Arenys de Mar ist einer der 25 Gerichtsbezirke in der Provinz Barcelona.
Der Bezirk umfasst 13 Gemeinden auf einer Fläche von 247,39 km² mit dem Hauptquartier in Arenys de Mar.

## Gemeinden
| Gemeinde                     | Einwohner (2024) | Fläche km² | Dichte Einw./km² | Cod INE | Postleitzahl |
| ---------------------------- | ---------------- | ---------- | ---------------- | ------- | ------------ |
| Arenys de Mar                | 16.642           | 6,45       | 2.580            | 08006   | 08350        |
| Arenys de Munt               | 9.458            | 20,73      | 456              | 08007   | 08358        |
| Calella                      | 20.369           | 7,86       | 2.591            | 08035   | 08370        |
| Canet de Mar                 | 15.140           | 6,32       | 2.396            | 08040   | 08360        |
| Fogars de la Selva           | 1.680            | 32,28      | 52               | 08082   | 08495        |
| Malgrat de Mar               | 19.377           | 8,75       | 2.215            | 08110   | 08380        |
| Palafolls                    | 9.938            | 16,42      | 605              | 08155   | 08389        |
| Pineda de Mar                | 29.455           | 10,46      | 2.816            | 08163   | 08397        |
| Sant Iscle de Vallalta       | 1.458            | 17,70      | 82               | 08193   | 08359        |
| Sant Cebrià de Vallalta      | 3.828            | 15,63      | 245              | 08203   | 08396        |
| Sant Pol de Mar              | 5.834            | 7,54       | 774              | 08235   | 08395        |
| Santa Susanna                | 4.023            | 12,65      | 318              | 08261   | 08398        |
| Tordera                      | 18.780           | 84,60      | 222              | 08284   | 08490        |
| Gerichtsbezirk Arenys de Mar | 155.982          | 247,39     | 631              | –       | –            |